# Skaryszew
Skaryszew è un comune urbano-rurale polacco del distretto di Radom, nel voivodato della Masovia. Ricopre una superficie di 171,41 km² e nel 2004 contava 13 159 abitanti.